# Kin (Giappone)
Kin (金武町?) è una cittadina giapponese della prefettura di Okinawa.